# خبرگزاری برنا
خبرگزاری برنا وابسته به وزارت ورزش و جوانان جمهوری اسلامی ایران است. خط مشی ترسیم شده در خبرگزاری برنا چنین است: اخبار و مطالب برنا «دربارهٔ جوانان»، «از جوانان» و «موردعلاقه جوانان» است. خبرگزاری برنا به عنوان خبرگزاری سازمان ملی جوانان که در حال حاضر زیرمجموعهٔ وزارت ورزش و جوانان ایران شده‌است، فعالیت خود را آغاز کرد. خبرگزاری برنا به‌طور رسمی در سال ۱۳۸۶ و در روز جوان توسط محمود احمدی‌نژاد افتتاح شد.

## اعتبارسنجی خبرها

### انتشار شایعه جرم بودن استفاده از مایکروویو در ژاپن
در مرداد ۱۳۹۸ این خبرگزاری خبری را منتشر کرد مبنی بر اینکه استفاده از دستگاه مایکروویو در ژاپن جرم است و شهروند یا روسای سازمان‌هایی که این قانون را اجرا نکنند، زندانی خواهند شد. این مطلب توسط منابع مستقل خبری واقعیت سنجی شد و معلوم گردید یک شایعه واتساپی است و به هیچ‌وجه صحت ندارد.
 این خبر از وبسایت این خبرگزاری حذف شده است. متن خبر برنا بدون هیچ تغییری در وبگاه فارسی شبکه العالم که البته در فاصله زمانی جلوتری از برنا منتشر شده، هنوز قابل مشاهده است.